# Administration de l'aviation civile d'État de la république d'Azerbaïdjan

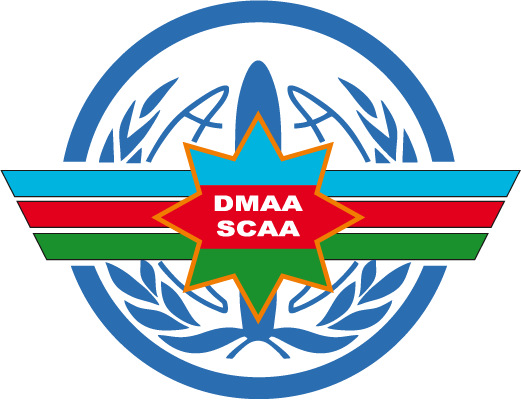
Administration de l'aviation civile d'Etat de la république d'Azerbaïdjan

L'administration de l'aviation civile d’État de la république d'Azerbaïdjan (en azéri: Azərbaycan Respublikasının Dövlət Mülki Aviasiya Administrasiyası) est une agence gouvernementale du Cabinet d'Azerbaïdjan chargée de réglementer les activités dans le domaine de l'aviation civile en république d'Azerbaïdjan.
L'administration de l'aviation civile d’État de la république d'Azerbaïdjan a été créée par le décret présidentiel no 512 du 29 décembre 2006 en vue de réglementer et d'améliorer l'aviation civile sur le territoire de l'Azerbaïdjan et de développer la coopération avec l'aviation internationale. Arif Ahmed oghlu Mammadov est directeur de l'Agence depuis le 7 février 2008,. 

## Départements
L'agence se compose de cinq départements :
- Département de surveillance de la sécurité des vols ;
- Département de la sécurité aérienne ;
- Département des licences et du registre ;
- Département des relations étrangères ;
- Département financier et économique.

## Droits
- Faire des suggestions sur le développement des symboles officiels et des marques distinctives de l'Agence ;
- Préparer une législation relative au domaine concerné ;
- Coopérer avec les organes exécutifs étrangers et les organisations internationales concernés pour étudier leur expérience ; effectuer des analyses et faire des propositions dans le domaine concerné ;
- Faire des propositions au ministère sur le soutien des accords internationaux dans le domaine concerné ;
- Attirer des organisations scientifiques, des entreprises, des professionnels individuels, y compris des experts étrangers, sur une base contractuelle pour résoudre les problèmes qui concernent les autorités de l'Agence ;
- Demander au ministère de soumettre des propositions d'amendements et d'ajouts aux normes et pratiques recommandées de l'OACI, , etc.[4]

## Conférences
Une rencontre avec la délégation de l’aviation civile de l’État de Qatar s’est tenue à l’administration de l’aviation civile d’État de la république d’Azerbaïdjan le 28 décembre 2011. Lors de ces négociations amicales et constructives, les parties ont discuté les questions de l’établissement des relations aériennes entre la république d’Azerbaïdjan et d’État de Qatar, ainsi que les perspectives de la coopération dans le domaine de l’aviation civile. Un mémorandum de compréhension ouvrant des opportunités supplémentaires a été signé pour la coopération conjointe des sociétés aériennes de la république d’Azerbaïdjan et d’État de Qatar.
Les négociations entre la république d’Azerbaïdjan et la république populaire de Chine (RPC) dans le domaine de l’aviation civile se sont déroulées à Pékin le 18 janvier 2013. Lors des entretiens tenus à l’administration de l’aviation civile de la RPC, la coopération bilatérale et l’élargissement des liens aériens entre les deux pays ont été discutés. Lors de la rencontre, les experts ont conclu un accord sur le projet du Contrat sur le lien aérien entre les gouvernements azerbaïdjanais et chinois. Ce contrat dont la signature est prévue pour un proche avenir, couvre l’amélioration de la base juridique entre les deux pays dans le domaine de l’aviation civile et l’élargissement de la coopération en ce sens.